# ГЕС Mollejon
ГЕС Mollejon — гідроелектростанція у центральній частині Белізу, за сотню кілометрів на південний захід від його столиці міста Беліз. Знаходячись між ГЕС Чалілло (вище по течії, 7 МВт) та ГЕС Вака (19 МВт), входить до складу каскаду на річці Макал, яка тече у північному напрямку та впадає праворуч до річки Беліз (бере початок у Гватемалі і завершується на узбережжі Карибського моря біля однойменного міста). Станом на середину 2010-х найпотужніша ГЕС країни.
Накопичення ресурсу для роботи каскаду здійснюється у водосховищі станції Чалілло, котре містить 120 млн м3 води. Що стосується греблі Mollejon (висота 26,5 метра, довжина 150 метрів), то вона утримує лише невеликий добовий балансуючий резервуар з об'ємом 1,06 млн м3. Від греблі через лівобережний масив прямує дериваційний тунель довжиною 4,4 км з діаметром 4,5 метра.
Основне обладнання станції становлять три турбіни типу Френсіс потужністю по 8,4 МВт, які при напорі у 120 метрів забезпечують виробництво 80 млн кВт-год електроенергії на рік.
Відпрацьована вода повертається до Макал.
Видача продукції відбувається по ЛЕП, розрахованій на роботу під напругою 115 кВ.